# Сен-Бресон (Верхняя Сона)
Сен-Бресо́н (фр. Saint-Bresson) — коммуна во Франции, находится в регионе Франш-Конте. Департамент — Верхняя Сона. Входит в состав кантона Фоконье-э-ла-Мер. Округ коммуны — Люр.
Код INSEE коммуны — 70460.

## География
Коммуна расположена приблизительно в 330 км к востоку от Парижа, в 80 км северо-восточнее Безансона, в 39 км к северо-востоку от Везуля.
По территории коммуны протекает небольшая река Раддон (фр. Raddon).

## Население
| Год  | Численность | Численность |
| ---- | ----------- | ----------- |
| 2013 | 475         |             |
| 2015 | 450         | [ 7 ]       |
| 2016 | 448         | [ 8 ]       |
| 2017 | 439         | [ 9 ]       |
| 2018 | 435         | [ 10 ]      |
| 2019 | 430         | [ 11 ]      |
| 2020 | 427         | [ 12 ]      |
| 2021 | 423         | [ 13 ]      |
| 2022 | 420         | [ 4 ]       |

## Администрация
| Период | Период | Фамилия     | Партия | Примечания |
| ------ | ------ | ----------- | ------ | ---------- |
| 1998   | 2012   | Жерар Юмбер |        |            |
| 2012   | 2020   | Андре Диран |        | фермер     |

## Экономика
В 2010 году среди 252 человек трудоспособного возраста (15-64 лет) 189 были экономически активными, 63 — неактивными (показатель активности — 75,0 %, в 1999 году было 69,4 %). Из 189 активных жителей работали 175 человек (100 мужчин и 75 женщин), безработных было 14 (7 мужчин и 7 женщин). Среди 63 неактивных 12 человек были учениками или студентами, 34 — пенсионерами, 17 были неактивными по другим причинам.

## Достопримечательности
- Амбар «Шало» (1766 год). Исторический памятник с 2001 года[15]

## Фотогалерея
- Река Раддон
- Карта коммуны